# Giuseppe Avossa
Giuseppe Avossa (Paola, Calabria, 1708-Nápoles, 9 de enero de 1796) fue un compositor italiano.
Estudió música en el Conservatorio dei Poveri di Gesù Cristo de Nápoles, donde estudió con Gaetano Greco y Francesco Durante. Tras completar sus estudios, estuvo activo como maestro de capilla, y también como maestro de canto en diferentes iglesias y monasterios. En 1749 fue nombrado director del Teatro Municipal de Pesaro. Más tarde, alrededor de 1758, volvió a Nápoles, donde permanecerá hasta su muerte.
Avossa es recordado principalmente por la ópera bufa La pupilla, estrenada en el Teatro dei Fiorentini durante el carnaval de 1763. En Cataluña, se estrenó en 1765 en el Teatre de la Santa Creu de Barcelona con el nombre de Il ciarlone. También compuso música sacra, incluyendo trabajos corales (en estilo de concierto) y para voz solista. Debido a la afinidad de su apellido con el de Girolamo Abos -llamado a veces Avossa-, se le confunde a menudo con él y se le han atribuido de manera errónea muchas de sus obras.

## Obra
- Don Saverio (ópera bufa, libreto de Antonio Palomba, 1744, Venecia)
- Lo scolaro alla moda (ópera bufa, 1748, Reggio Emilia)
- Il baron gonfianuvoli (ópera bufa, 1750, Salzburgo)
- I tutori (ópera bufa, 1757, Nápoles)
- La puilla (ópera bufa, libreto de Antonio Palomba, 1763, Nápoles)
- Il ciarlone (ópera bufa, 1769, Copenhague)
- La nuvoletta d'Elia (oratorio, 1746, Ancona)
- La felicità de' tempi (oratorio, 1749, Pesaro)
- Il giudizio di Salomone (oratorio, 1751, Pesaro)
- Tres misas
- Dos Magnificat
- Dos motetes